# 아래대정맥
아래대정맥(inferior vena cava, IVC), 또는 하대정맥(下大靜脈)은 몸의 중간과 아래쪽 부분에서 산소가 적은 혈액을 심장의 우심방으로 운반하는 큰 정맥이다. 일반적으로 다섯째 허리뼈 높이에서 오른쪽과 왼쪽 온엉덩정맥이 합쳐져 형성된다.
아래대정맥은 2개의 대정맥 중 아래쪽에 있으며, 이 두 큰 정맥은 산소를 사용한 혈액을 신체에서 심장의 우심방으로 운반한다. 아래대정맥은 하반신에서 혈액을 운반하고, 위대정맥은 상반신에서 혈액을 운반한다. 심장 자체의 근육에서 혈액을 운반하는 심장정맥굴과, 나머지 온몸의 혈액을 운반하는 두 대정맥은 대동맥이 온몸으로 혈액을 나르는 것과 대응된다.
복강(배 안 공간)의 뒤쪽에 위치하며 척추의 오른쪽을 따라 흐르는, 배막뒤공간에 위치한 큰 정맥이다. 심장의 오른쪽 아래뒤쪽에서 오른심방귀(right auricle)를 통해 우심방으로 들어간다. 영어 이름은 라틴어 vena(vein), cavus(hollow)에서 파생되었다.

## 구조
아래대정맥은 왼쪽과 오른쪽 온엉덩정맥이 합쳐져서 형성되고, 몸의 아래쪽에서 모은 혈액을 심장의 우심방으로 가져온다. 또한 척추 오른쪽에서 주행하는 홀정맥과, 척수 옆의 정맥얼기들과 연결된다.
아래대정맥은 대략 다섯째 허리뼈(L5) 높이에서 배 뒤의 왼쪽 및 오른쪽 온엉덩정맥이 합쳐지면서 시작된다. 이후 여덟째, 또는 아홉째 등뼈(T8-T9) 높이에서 가로막에 나 있는 구멍인 대정맥구멍(caval opening)을 통해 가로막을 통과한다. 가로막을 통과한 이후 가슴에서는 내림대동맥의 오른쪽에서 주행한다.

### 지류
아래대정맥의 지류의 구체적인 높이는 다음과 같다.
| 높이  | 정맥                      |
| T8    | 간정맥, 아래가로막정맥    |
| L1    | 오른쪽 부신정맥, 콩팥정맥 |
| L2    | 오른쪽 생식샘정맥         |
| L1–L5 | 허리정맥                  |
| L5    | 온엉덩정맥                |

아래대정맥은 정중선의 오른쪽에 위치하기 때문에 지류가 항상 대칭은 아니다. 오른쪽에서 생식샘정맥과 부신정맥은 아래대정맥으로 직접 합류한다. 그러나 왼쪽에서 이 두 정맥은 먼저 콩팥정맥으로 합류하고, 그 후 콩팥정맥이 아래대정맥으로 합류한다. 대조적으로, 모든 허리정맥과 간정맥은 일반적으로 아래대정맥으로 직접 합류하여 혈액을 낸다.

### 발생
배아에서 아래대정맥과 오른심방귀는 유스타키오판(Eustachian valve)라고도 하는 아래대정맥판에 의해 서로 나누어져 있다. 성인의 경우 이 판은 일반적으로 완전히 퇴화하거나 심장속막(심내막)의 작은 주름으로 남아 있다.

### 변이
드물게 아래대정맥의 크기와 위치가 정상과 다를 수 있다. 대동맥 전위 시 아래대정맥은 대동맥의 왼쪽에 있을 수 있다.
사람의 0.2%에서 0.3% 정도에서 아래대정맥이 콩팥정맥 아래에서 두 개 존재할 수 있다.

## 기능
아래대정맥은 정맥으로서, 하반신에서 심장의 우심방으로 산소가 부족한 혈액을 운반한다.
상반신에서 산소가 부족해진 혈액을 운반하는 정맥은 위대정맥이다.

## 임상적 중요성
아래대정맥으로 인한 건강상의 문제는 대부분 아래대정맥이 압박되어서 발생한다. 내강 안의 압력이 낮기 때문에 아래대정맥이 파열되는 것은 드물다. 압박이 가해지는 일반적인 원인은 대동맥의 비대(복부대동맥류 등), 임신(대동정맥 압박 증후군)이나 대장암, 콩팥세포암종, 난소암과 같은 배의 악성 종양이다. 아래대정맥은 주로 오른쪽에 위치한 구조이므로 의식이 없는 임산부는 왼쪽으로 돌려서 회복 자세를 취하게 한다. 이를 통해 압박을 완화하고 정맥을 통한 혈액의 환류를 촉진해야 한다. 드문 경우지만 배변과 관련된 근육 긴장으로 인해 아래대정맥을 통한 혈액 흐름이 제한되어 실신이 발생할 수 있다.
아래대정맥의 폐색은 드물며 만약 발생할 시 생명을 위협하는 상태로서 긴급하게 치료해야 한다. 아래대정맥 폐색은 심부정맥 혈전증, 아래대정맥 필터, 간이식, 사타구니의 넙다리정맥에 카테터 삽입과 같은 여러 수술 절차와 관련이 있다.

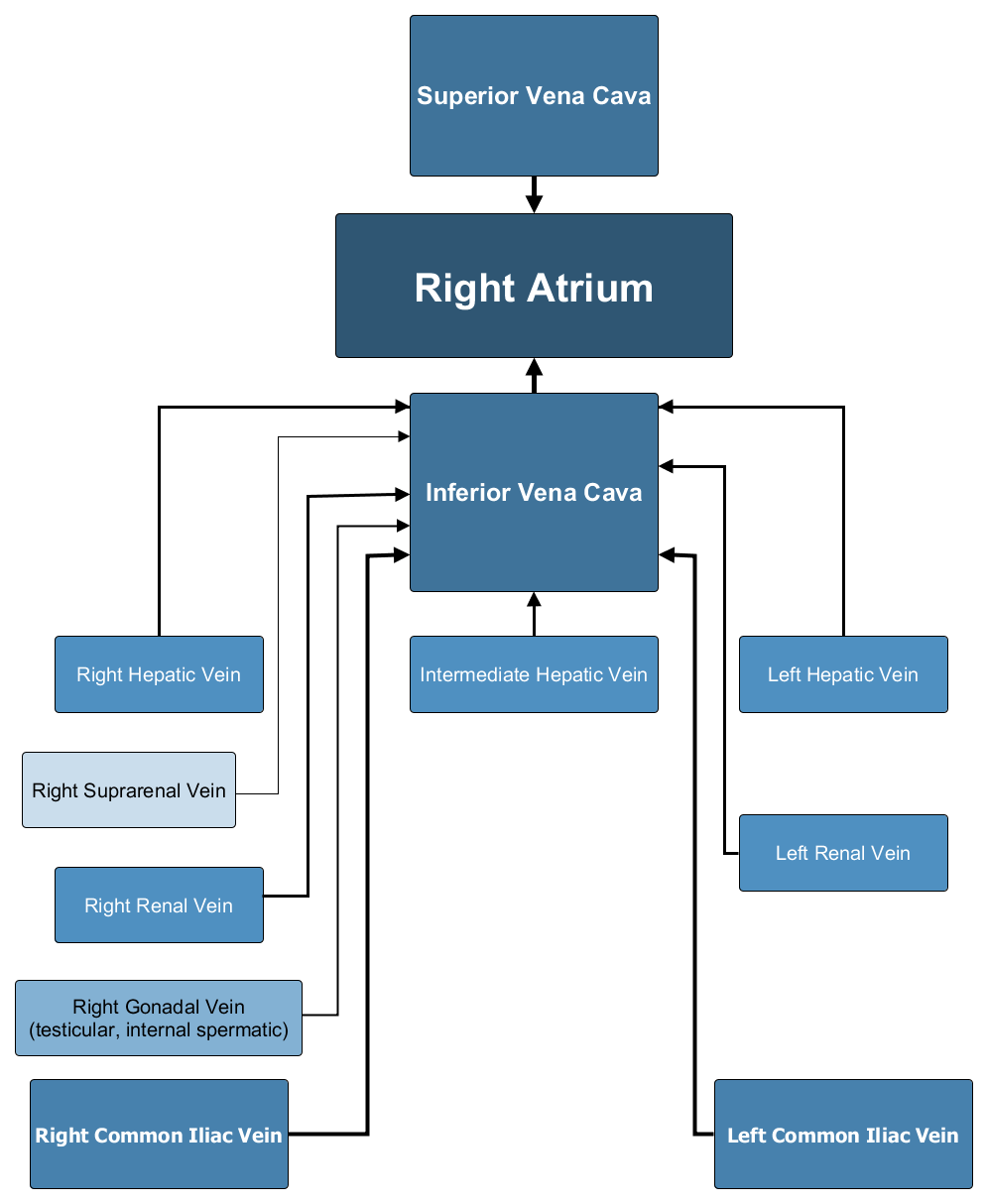
아래대정맥의 가지

대정맥에 발생한 외상은 막을 수 없는 과다출혈이 발생하므로 일반적으로 치명적이다.

## 추가 이미지

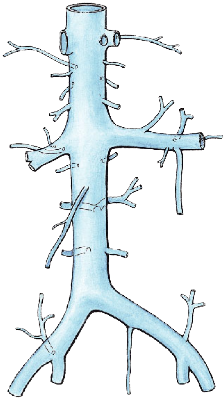
아래대정맥.
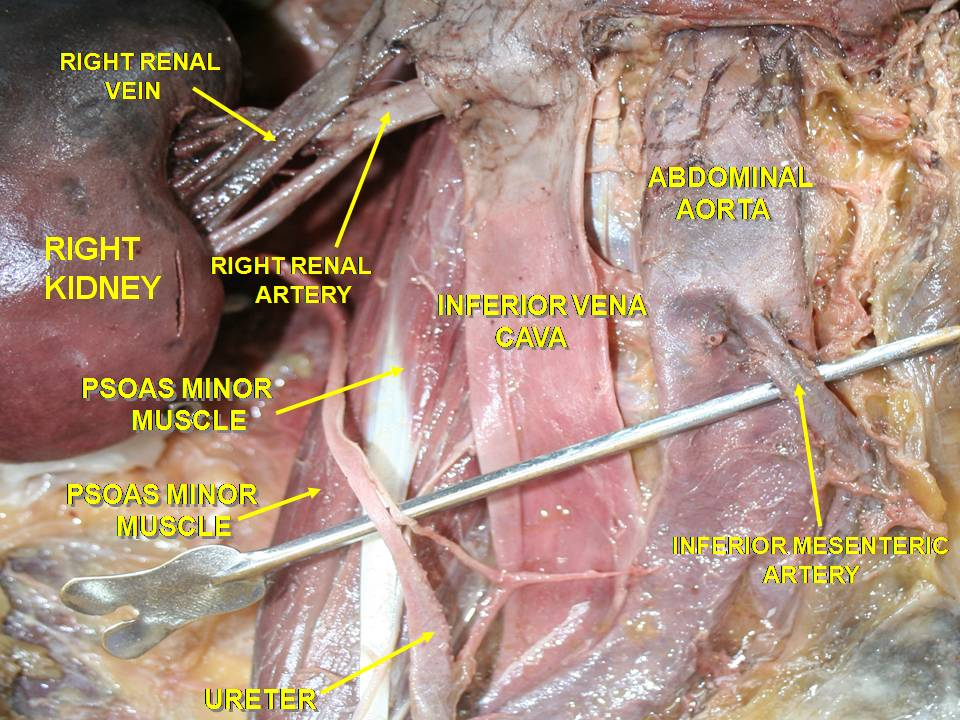
앞에서 본 아래대정맥.
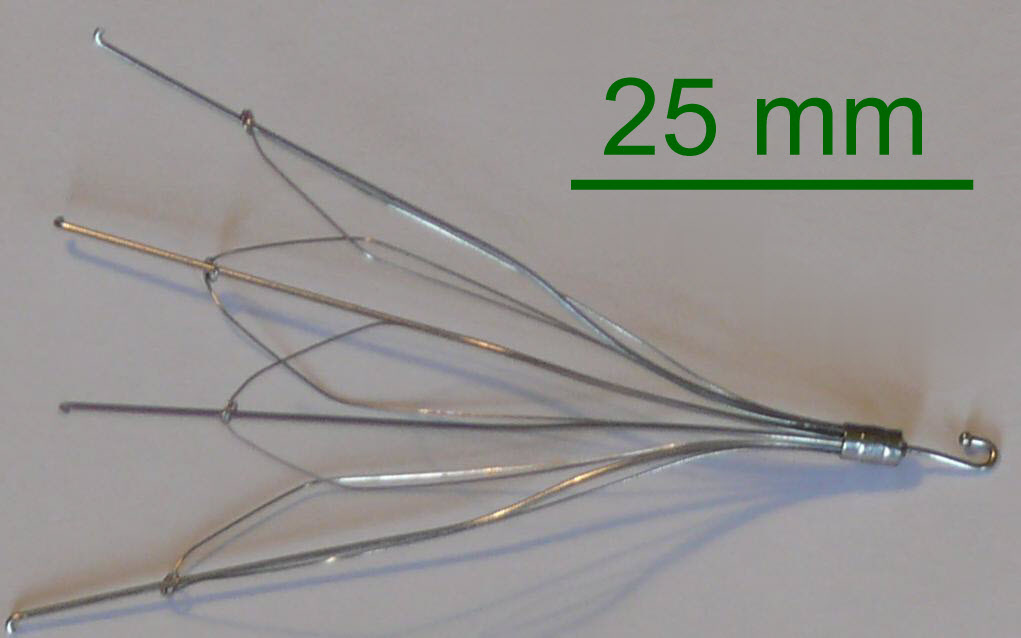
아래대정맥 필터의 사진.
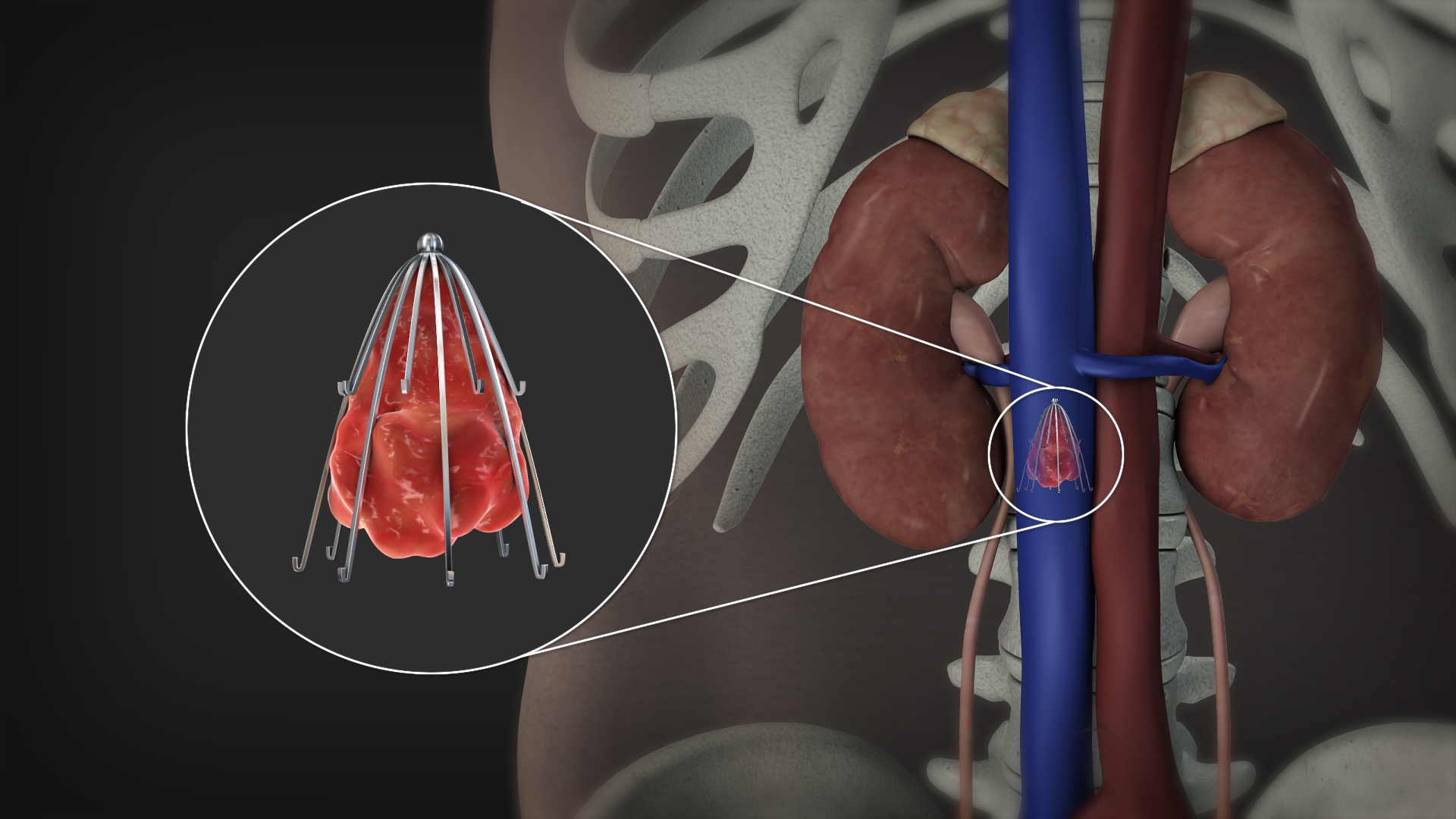
삽입된 아래대정맥 필터의 모습.

## 같이 보기
- 아래대정맥 증후군
- 회복 자세